# Anacostia

Mapa de Washington D.C., com Anacostia em destaque.

Anacostia (/ænəˈkɒstiə/ anglicização do nome dos nativos Nacotchtank, assim chamado por conta do rio Anacostia que lhe é limítrofe) é um bairro histórico de Washington, D.C..

## Histórico
O local onde está o bairro tem este nome em razão da tribo dos Nacotchtank (chamados então anacostanos) que habitavam as margens do rio Anacostia, de onde vem seu nome. A área foi explorada em 1608 por John Smith, que atravessou o rio que então nomeou de "Eastern Branch", acreditando ainda estar navegando pelo rio Potomac, e ali encontrou os nativos anacostanos.
Antes da chegada dos brancos, as aldeias anacostanas nesta área eram um centro vivo do comércio visitado pelos nativos da região, tal como os Iroqueses da atual Nova York; mesmo após a fundação da colônia de Maryland um certo Leonard Calvert escreveu numa carta a um comerciante londrino que o "Anacostan" era um dos três melhores locais da colônia para se negociar com os índios. Em 1670 a Anacostine Island aparece pela primeira vez em um mapa de Augustine Herman.
O núcleo onde hoje é o distrito histórico de Anacostia foi incorporado em 1854 como terra da União (Uniontown), e foi um dos primeiros subúrbios do Distrito de Columbia, projetado para ser acessível à classe trabalhadora de Washington por ser na época um local afastado da cidade, o que tornava sua propriedade barata - e na ocasião havia convenções que proibiam a venda ou aluguel a pessoas de origem africana ou irlandesa; apesar disto foi ali que, em 1877, o abolicionista Frederick Douglass adquiriu a residência de Cedar Hill que era de propriedade do próprio administrador de Uniontown e ali viveu até sua morte, em 1895 — casa esta mantida como patrimônio histórico nacional; Douglass, por conta disto, é chamado de "o sábio de Anacostia".